# Sporting Clube de Espinho
El SC Espinho es club deportivo portugués, con sede en la ciudad de Espinho, Portugal. Principalmente conocido por sus equipos de Voleibol y Fútbol, cuenta además con las disciplinas de atletismo, balonmano, natación sinconizada, polo acuático, waterpolo y boxeo.
Su equipo de fútbol en la Liga Regional de Aveiro, la quinta liga de fútbol más importante del país.

## Historia
Fue fundado en el año 1914 en la ciudad de Espinho en el Distrito de Aveiro como una sección del club multideportivo Sporting de Espinho, que incluye secciones en balonmano, voleibol, natación, fútbol sala y atletismo.
Es uno de los clubes más antiguos e históricos de Portugal, llegando a militar en 11 temporadas en la Primeira Liga entre 1975 y 1997.
El equipo de fútbol del Sporting Clube de Espinho jugó hasta el año 2018 en el Estadio Comendador Manuel de Oveira Violas. A partir de esa fecha, juega en estadios cedidos: Estadio do Bolhão (2018-2020) o el Estadio Marques da Silva (a partir de la época 2020-2021). El club tiene como objetivo jugar en el futuro estadio municipal de la ciudad de Espinho.

## Palmarés
- Liga de Honra: 1

1991–92
- II Divisão: 1

2003–04
- Taça Ribeiro dos Reis: 1

1966–67
- Campeonato de Aveiro: 11

1924–25, 1925–26, 1926–27, 1927–28, 1929–30, 1931–32, 1933–34, 1940–41, 1943–44, 1944–45, 2016-17
- Primera División de Aveiro: 3

1947–48, 1950–51, 1960–61
- Taça de Honra da AF Porto: 1

1917–18

## Jugadores

### Jugadores destacados
| - Marco Abreu - Helder Vasco - Cristian Álvarez - Péter Lipcsei - Mickey Walsh | - Ivan Pudar - Carlos Carvalhal - Fábio Espinho - Rui Raínho - László Répási |